# Brando Eaton
Brando Eaton est un acteur américain né le 17 juillet 1986 à Los Angeles, en Californie (États-Unis).

## Biographie
Brando Matthew Eaton a joué dans la série télévisée Zoé, dans le rôle de Vince Blake, le petit ami de Lola.
En 2009, il apparaît dans la saison 4 de Dexter, interprétant Jonah Mitchell, le fils de Arthur "Trinity Killer" Mitchell.

## Filmographie

### Cinéma
- 2006 : The Powder Puff Principle : Young Andy
- 2009 : Hors-Jeu - Une histoire de Tennis (vidéo) : Mike Jensen
- 2009 : Queerantine! : TJ
- 2009 : Bad Mother's Handbook : Steve
- 2009 : Alvin et les Chipmunks 2 : Jeremy Smith
- 2011 : Born to Race : Jake
- 2014 : Cabin Fever: Patient Zero : Josh

### Télévision
- 2007 : Notes from the Underbelly : Graham
- 2007 : The Closer : Justin Darcy
- 2007 : Les Experts : Rodney' Hot Rod' Banks
- 2007 : Journeyman : Young Dan Vasser
- 2007 : Bionic Woman : Ethan
- 2008 : Zoé : Vince Blake
- 2008 : Do Not Disturb : Jason
- 2008 : The Unit : Commando d'élite : Josh
- 2008 : Mentalist : Danny Kurtik (saison 1 épisode 3)
- 2008 : The Bill Engvall Show : Scott Simmons
- 2009 : NCIS : Enquêtes_spéciales : Patrick Ellis (saison 7 épisode 10)
- 2009 : Nip/Tuck : Ricky Wells
- 2009 : Bones : Rory Davis (saison 4 épisode 17)
- 2009 : Mental : Gabe
- 2009 - 2010 : Dexter : Jonah Mitchell
- 2009 - 2013 : La Vie secrète d'une ado ordinaire (série télévisée) : Griffin
- 2011 : American Horror Story : Kyle Greenwell (saison 1 épisode 5)
- 2012 : Burn Notice  : Evan (saison 6 épisode 7)
- 2012 : Liaisons interdites : Brian
- 2013 : Hawaii 5-0 : Carl Jacobson (saison 4 épisode 2)
- 2013 : NCIS : Los Angeles : Mitchell Rome (saison 5 épisode 7)
- 2014 : Awkward : Adam (saison 4 épisode 21)
- 2016 : Un assistant trop parfait (Killer Assistant) (téléfilm) : David